# Landesverband der Jüdischen Gemeinden von Nordrhein
Der Landesverband der Jüdischen Gemeinden von Nordrhein (LVNR) mit Sitz in Düsseldorf ist als Körperschaft des öffentlichen Rechts ein Zusammenschluss der jüdischen Gemeinden im Landesteil Nordrhein des Bundeslandes Nordrhein-Westfalen. Er ist Mitglied im Zentralrat der Juden in Deutschland. Mit acht jüdischen Gemeinden und insgesamt 15.921 Gemeindemitgliedern (Stand: 2020) ist der LVNR der größte Landesverband innerhalb des Zentralrats.

## Geschichte
Der Verband wurde im Jahr 1945 gegründet. Im Februar 1946 sagte Philipp Auerbach, Vorsitzender des Landesverbands der Jüdischen Gemeinden der Nord-Rheinprovinz vor der Konferenz jüdischer Organisationen in London: „..der einzige Wunsch der deutschen Juden sei ein Leben unter würdigen Bedingungen. Gleichbehandlung mit den Deutschen könne man allenfalls nach Wiedergutmachung des geschehenen Unrechts akzeptieren“.
Vom März 1946 bis zum September 1947 legten die Synagogengemeinde und der Landesverband Nordrhein bei der Militärregierung und der Kommunalverwaltung von Düsseldorf Beschwerde im Namen der 300 Gemeindemitglieder ein, die laut Julius Dreifuß wegen ihres durch die KZ-Haft verursachten schlechten Gesundheitszustandes und des daraus resultierenden hohen Bedarfs an medizinischer Betreuung mehr Strom und Gas benötigten.
Der Verband beklagte die Benachteiligung jüdischer Geschäftsleute und Firmeninhaber. Philipp Auerbach schlug im August 1946 eine steuerliche Begünstigung von früheren KZ-Häftlingen und NS-Verfolgten vor, um jüdische Geschäftsneugründungen zu ermöglichen. Die Jewish Relief Unit bemerkte im Oktober 1946, dass ehemalige jüdische Geschäftsbesitzer und deren Erben gegenüber den neuen Inhabern der „arisierten“ Geschäfte benachteiligt seien, weil sie sich wegen KZ-Haft nicht frühzeitig um eine Genehmigung für eine Geschäftseröffnung hätten bewerben können.
| Gemeinde        | Gemeindemitglieder März 1946 | Ehemalige KZ-Häftlinge |
| --------------- | ---------------------------- | ---------------------- |
| Aachen          | 62                           | 22                     |
| Mönchengladbach | 53                           | 24                     |
| Krefeld         | 70                           | 70                     |
| Duisburg        | 26                           | 24                     |
| Düsseldorf      | 240                          | 101                    |
| Wuppertal       | 128                          | ?                      |
| Bonn            | 85                           | ?                      |
| Essen           | 146                          | ?                      |

Bis 1948 protestierten die Synagogengemeinde und der Landesverband Nordrhein beim (britischen) Stadtkommandanten und bei der Militärregierung des Bezirks im Namen jüdischer Kaufleute und Unternehmer. Diese wollten entweder Baugenehmigungen, um im Novemberpogrom 1938 demolierte Geschäfte wieder instand setzen zu können, oder die Rückübertragung von „arisierten“ Geschäften. Weiterhin protestierten diese gegen die Beschlagnahmung von Geschäftsräumen.
Nach der Gründung des Staates Israel im Mai 1948 und einem neuen amerikanischen Einwanderungsgesetz im Juni 1948 wanderten bis 1949 viele aus dem „Land der Täter“ aus. Selbst diejenigen die blieben, rechtfertigten ihren Verbleib als vermeintlich befristet und sprachen von einem „Leben auf gepackten Koffern“.
Mit dem Zuzug jüdischer Einwanderer aus den GUS-Staaten nach dem Zerfall der Sowjetunion erhöhte sich die Mitgliederzahl in den Gemeinden im Bereich Nordrhein, so in Aachen von 62 im Jahre 1946 auf 1.440 Mitglieder im Jahr 2005, in Bonn von 85 auf 947, in Düsseldorf von 240 auf 7428, in Duisburg von 26 auf 2860, in Essen von 146 auf 863, in Krefeld von 70 auf 1077, in Mönchengladbach von 53 auf 733 und in Wuppertal von 128 auf 2359 Mitglieder.
Der Verband ist – gemeinsam und gleichberechtigt mit der Synagogen-Gemeinde Köln und dem Landesverband der Jüdischen Gemeinden von Westfalen-Lippe – Vertragspartner des Staatsvertrags vom 8. Juni 1993 zwischen dem Land Nordrhein-Westfalen und den jüdischen Gemeinden in Nordrhein-Westfalen. Am 1. Januar 2018 ist die fünfte Änderung dieses Vertrages in Kraft getreten. Sie nimmt den Landesverband Jüdischer Gemeinden in Nordrhein-Westfalen e. V. als Vertretung der liberalen Gemeinden als vierten Landesverband in das Vertragswerk auf.

## Jugendreferat
Der Verband hat seit knapp 20 Jahren ein Jugendreferat mit einem Jugendreferenten. Die Aufgabe des Jugendreferenten ist es, die Kinder- und Jugendarbeit der acht Mitgliedsgemeinden zu unterstützen und sie miteinander stärker zu vernetzen. Der Name des Jugendreferates ist „Esch“ (hebräisch אֵשׁ), was auf Hebräisch „Feuer“ bedeutet und sinnbildlich für die „Weitergabe des Feuers des Judentums von einer Generation zur nächsten steht“.